# Mallardit
Mallardit ist ein sehr selten vorkommendes Mineral aus der Mineralklasse der „Sulfate (und Verwandte, siehe Klassifikation)“ mit der chemischen Zusammensetzung Mn[SO4]·7H2O und ist damit chemisch gesehen ein wasserhaltiges Mangan(II)-sulfat, genauer dessen Heptahydrat.
Mallardit kristallisiert im monoklinen Kristallsystem, allerdings konnten bisher keine mit bloßem Auge sichtbaren, gut ausgebildeten Kristalle entdeckt werden. Üblicherweise tritt das Mineral in Form faseriger Massen von bis zu 12 cm Größe sowie als Ausblühungen oder krustige Überzüge auf anderen Mineralen auf. Synthetisch hergestellte Mallarditkristalle sind allerdings tafelig ausgebildet.
In reiner Form ist Mallardit farblos und durchsichtig. Durch vielfache Lichtbrechung aufgrund von Gitterbaufehlern oder polykristalliner Ausbildung kann er aber auch weiß erscheinen und durch Fremdbeimengungen eine hellrosa Farbe annehmen, wobei die Transparenz entsprechend abnimmt.

## Etymologie und Geschichte

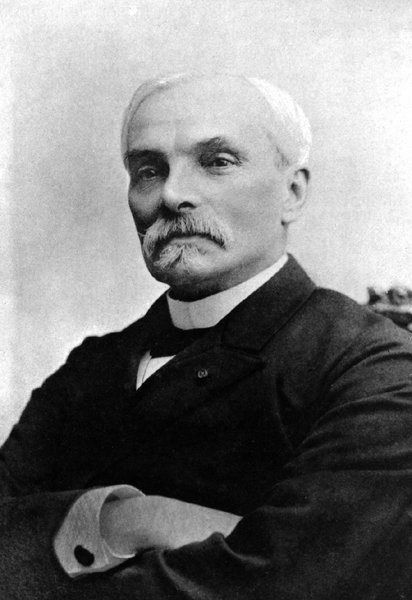
François Ernest Mallard

Erstmals entdeckt wurde Mallardit in der Silbererzgrube Lucky Boy Mine im Butterfield Canyon am Großen Salzsee (Great Salt Lake) im gleichnamigen County des US-Bundesstaates Utah. Die Erstbeschreibung erfolgte 1879 durch Marie Adolphe Carnot, der das Mineral nach dem französischen Kristallograph und Mineralogen François Ernest Mallard benannte.
Das Typmaterial wird im Muséum national d’histoire naturelle (Abkürzung MHN oder auch Museum, Paris) in Paris unter der Katalog-Nr. 961.32 aufbewahrt.
Da der Mallardit bereits lange vor der Gründung der International Mineralogical Association (IMA) bekannt und als eigenständige Mineralart anerkannt war, wurde dies von ihrer Commission on New Minerals, Nomenclature and Classification (CNMNC) übernommen und bezeichnet den Mallardit als sogenanntes „grandfathered“ (G) Mineral. Die ebenfalls von der IMA/CNMNC anerkannte Kurzbezeichnung (auch Mineral-Symbol) von Mallardit lautet „Mal“.

## Klassifikation
In der veralteten 8. Auflage der Mineralsystematik nach Strunz gehörte der Mallardit zur Mineralklasse der „Sulfate, Chromate, Molybdate, Wolframate“ und dort zur Abteilung der „Wasserhaltige Sulfate ohne fremde Anionen“ wo er zusammen mit Bieberit, Boothit, Melanterit und Zinkmelanterit die „Melanterit-Reihe“ mit der Systemnummer VI/C.03c bildete.
Im zuletzt 2018 überarbeiteten Lapis-Mineralienverzeichnis erhielt das Mineral die System- und Mineral-Nr. VI/C.06-020. In der „Lapis-Systematik“ entspricht dies ebenfalls der Abteilung „Wasserhaltige Sulfate, ohne fremde Anionen“, wo Mallardit zusammen mit Alpersit, Bieberit, Boothit, Melanterit und Zinkmelanterit die „Melanteritgruppe“ mit der Systemnummer VI/C.06 bildet.
Auch die von der International Mineralogical Association (IMA) zuletzt 2009 aktualisierte 9. Auflage der Strunz’schen Mineralsystematik ordnet den Mallardit in die Abteilung der „Sulfate (Selenate usw.) ohne zusätzliche Anionen, mit H2O“ ein. Diese ist allerdings weiter unterteilt nach der relativen Größe der beteiligten Kationen, so dass das Mineral entsprechend seiner Zusammensetzung in der Unterabteilung „Mit ausschließlich mittelgroßen Kationen“ zu finden ist, wo es ebenfalls zusammen mit Alpersit, Bieberit, Boothit, Mallardit, Melanterit, Zinkmelanterit die „Melanteritgruppe“ mit der System-Nr. 7.CB.35 bildet.
Die vorwiegend im englischen Sprachraum gebräuchliche Systematik der Minerale nach Dana ordnet den Mallardit in die Klasse der „Sulfate, Chromate, Molybdate“ und dort in die Abteilung der „Wasserhaltige Säuren und Sulfate mit AXO4 × x(H2O)“ ein. Dort findet er sich in der „Melanteritgruppe (Heptahydrate, monoklin: P21/c)“ mit der Systemnummer 29.06.10, in der auch Melanterit, Boothit, Zinkmelanterit, Bieberit und Alpersit eingeordnet sind.

## Chemismus
In chemisch reiner Form, die allerdings nur bei der synthetisch hergestellten Verbindung Mn[SO4]·7H2O zu erreichen ist, enthält Mallardit 19,83 % Mangan, 11,57 % Schwefel, 63,51 % Sauerstoff und 5,09 % Wasserstoff. Natürlich entstandener Mallardit enthält meist verschiedene Fremdbeimengungen. Beispielsweise konnten in analysierten Proben aus der Typlokalität Lucky Boy Mine in den USA und aus der Jokoku Mine bei Kaminokuni auf der japanischen Insel Hokkaidō Beimengungen an Magnesium und/oder Calcium nachgewiesen werden.

## Kristallstruktur
Mallardit kristallisiert monoklin in der Raumgruppe P21/c (Raumgruppen-Nr. 14) mit den Gitterparametern a = 14,15 Å; b = 6,50 Å; c = 11,06 Å und β = 105,6° sowie 4 Formeleinheiten pro Elementarzelle.
Die Kristallstruktur besteht aus isolierten Mangan-(H2O)6-Oktaedern und SO4-Tetraedern, die durch Wasserstoffbrücken zu einem Gerüst verknüpft sind. Das siebte H2O-Molekül ist nicht an die Mangan-Kationen gebunden.

## Eigenschaften
Mallardit ist wie die meisten Sulfate wasserlöslich. An der Luft verliert er relativ schnell sein Kristallwasser und zerfällt schließlich zu Pulver.
Mit einer Mohshärte von ≈ 2 gehört Mallardit zu den weichen Mineralen, die sich ähnlich wie das Referenzmineral Gips mit dem Fingernagel ritzen.

## Bildung und Fundorte
Mallardit bildet sich sekundär durch Verwitterung (Oxidation) von Fe-Mn-Sulfiden und -Carbonaten in einem durch Feuchtigkeit gesättigtem Klima. Je nach Fundort kann er dabei mit verschiedenen anderen Mineralen vergesellschaftet auftreten wie unter anderem mit Alabandin, Chvaleticeit, Copiapit, Epsomit, Gips, Ilesit, Jôkokuit, Kutnohorit, manganhaltigem Calcit und Melanterit, Rhodochrosit und Rozenit.
Neben seiner Typlokalität, der Silbererzgrube Lucky Boy Mine, trat das Mineral in Utah noch in der Bingham Canyon Mine südwestlich von Salt Lake City auf. Daneben fand es sich in den Vereinigten Staaten nur noch im Lake Valley im Sierra County von New Mexico.
In Europa kennt man Mallardit noch aus Markirch (Sainte-Marie-aux-Mines) im französischen Département Haut-Rhin, aus der Grotta del Vetriolo nahe dem Kurort Levico Terme im Trentino in Italien sowie aus Jáchymov (Sankt Joachimsthal) und Chvaletice (Chwaletitz) in der Tschechischen Region Böhmen.
Weitere bisher bekannte Fundorte (Stand 2018) sind Broken Hill im australischen Bundesstaat New South Wales, Kaminokuni auf der japanischen Insel Hokkaidō, Cerro de Pasco in der peruanischen Region Pasco, der erste Schlackenkegel des Vulkans Tolbatschik im Fernen Osten Russlands und die Minas de Riotinto in der spanischen Provinz Huelva (Andalusien).